# 밀양동강중학교
밀양동강중학교(密陽東崗中學校)는 대한민국 경상남도 밀양시 산내면 송백리에 있는 사립 중학교이다.

## 학교 연혁
- 1950년 5월 25일 : 산내고등공민학교 설립
- 1955년 3월 7일 : 밀양동강중학교 설립 인가
- 1955년 4월 1일 : 초대 황의중 교장 취임
- 1958년 2월 17일 : 초대 황성주 이사장 취임
- 1964년 3월 4일 : 병설 동강국민학교 설립
- 1973년 4월 23일 : 생활관 개관
- 1975년 10월 1일 : 동강국민학교 폐교
- 2001년 12월 15일 : 제5대 황의중 이사장 취임
- 2022년 12월 30일 : 제72회 졸업식 (졸업생 총수 6,612명)
- 2023년 3월 2일 : 제9대 박영진 교장 취임

## 참고 자료
- 밀양동강중학교 - 한국교육학술정보원 학교알리미